# Richard Ríos
Richard Ríos Montoya (Vegachí, 2 de junho de 2000) é um futebolista colombiano que atua como meio-campista. Atualmente joga pelo Benfica e pela Seleção Colombiana de Futebol.
Começou sua carreira aos onze anos, mas, após ter sido reprovado inicialmente em testes de futebol de campo, Ríos migrou para o futsal, onde obteve destaque e chamou a atenção do Flamengo, que o contratou para reingressar no futebol de campo, em 2020. No ano seguinte, foi emprestado para o Mazatlán, do México, onde sofreu uma grave lesão, disputou poucos jogos, e retornou ao clube carioca. Ríos então rescindiu seu contrato com o Flamengo e assinou com o Guarani, onde desenvolveu seu futebol e foi peça-chave do time. Suas atuações pelo Bugre fizeram o Palmeiras o contratar no início de 2023. Em julho de 2025, o Benfica anunciou a contratação de Ríos.
Pela Seleção Colombiana, Ríos recebeu sua primeira convocação em agosto de 2023. Fez parte do elenco que conquistou o vice-campeonato da Copa América de 2024, nos Estados Unidos.

## Carreira

### Início
Natural de Vegachí, Ríos iniciou sua carreira no futebol de campo. Foi reprovado em um teste pelo Águilas Doradas por conta de sua baixa estatura à época, e, por falta de recursos financeiros para treinar, migrou para o futsal aos onze anos. Atuou por Real Antioquía e Alianza Platanera - onde foi campeão colombiano em 2018. Em meio ao futsal, Ríos também jogava Fut 7, recebendo até trinta reais por partida. "O problema é que eu ficava jogando quatro campeonatos, então chegava no quarto jogo sem perna. No final de semana às vezes ganhava cem reais", disse o jogador em entrevista ao Palmeiras Cast. Aos dezoito anos, foi convocado pela Seleção Colombiana de Futsal Sub-20. Assim, despertou o interesse do Flamengo durante a Liga Sul-Americana de Futsal, no Rio de Janeiro, em 2018. Foi convidado para um período experimental no clube brasileiro e, após dois meses, no dia 18 de julho de 2019, o Flamengo o contratou para as categorias de base.

### Flamengo
No início da temporada de 2020, apesar de ainda jogar nas categorias de base, Ríos foi promovido ao time profissional para jogar ao lado de jogadores reservas e outros jovens nas primeiras partidas do Campeonato Carioca. Fez sua estreia como profissional em 23 de janeiro, na vitória por 1–0 fora de casa sobre o Vasco da Gama, ao entrar na vaga de Matheus Dantas. Sua primeira partida pelo Campeonato Brasileiro ocorreu no dia 27 de setembro, no empate em 1–1 contra o Palmeiras, fora de casa; o time carioca foi fortemente impactado devido a um surto de COVID-19 no time. No dia seguinte, seu contrato foi renovado até dezembro de 2021. Nesse ano, Ríos participou de poucos jogos no elenco profissional, sendo preterido pelos titulares João Gomes e Hugo Moura. Mesmo assim, em junho, Ríos renovou seu contrato com o Rubro-Negro novamente; desta vez, até dezembro de 2023. Sem idade para jogar no time sub-20 e com alta concorrência no time principal, Ríos reuniu-se com a diretoria do Flamengo e pediu para ser emprestado, a fim de poder realizar mais partidas.

### Mazatlán
Dois dias após assinar a renovação de Ríos, o Flamengo confirmou o empréstimo do atleta para o Mazatlán, do México. Ele fez sua estreia pelo clube em 26 de julho, na vitória por 2–0 contra o Cruz Azul, fora de casa; Ríos começou a partida no banco e entrou nos momentos finais. Em setembro, Ríos sofreu um rompimento dos ligamentos do joelho direito em um treino pelo clube mexicano. Devido isso, o jogador precisou passar por cirurgia, ficando fora dos gramados por sete meses; voltou apenas em abril de 2022. Um mês após a sua volta, em maio, após disputar apenas seis partidas pelo Mazatlán, o clube mexicano optou por não exercer a cláusula rescisória de um milhão de dólares e Ríos retornou ao Flamengo. Eventualmente, o clube carioca comunicou o jogador que ele não seria aproveitado no time principal, devido à falta de minutagem em campo e à falta de vagas na equipe.

### Guarani
Em agosto de 2022, Ríos rescindiu seu contrato com o Flamengo e assinou contrato com o Guarani, válido até novembro de 2023. De acordo com um relatório feito pelo próprio clube de Campinas, o Guarani adquiriu, sem custos, cinquenta por cento de seus direitos econômicos. Ríos fez sua estreia pelo Bugre oito dias depois, num empate por 0–0 contra o Criciúma, pela 23ª rodada do Série B do Campeonato Brasileiro. As primeiras partidas de Ríos pelo Guarani não deixaram boa impressão: em um intervalo de pouco mais de um mês, o jogador foi expulso em duas ocasiões. Não obstante, ganhou espaço na equipe após boas apresentações e qualidade técnica demonstrada. Marcou seu primeiro gol pelo Guarani (e como jogador profissional) em outubro, ao fazer o gol da vitória por 1–0 sobre o CRB, pela 35ª rodada. Na época de chegada de Ríos, o Guarani estava brigando contra o rebaixamento no Campeonato Brasileiro, mas eventualmente o time bugrino conseguiu se recuperar, evitando o descenso.
No ano seguinte, pelo Campeonato Paulista, Ríos cresceu de produtividade e tornou-se peça-chave do time, chamando a atenção de grandes times no cenário nacional. Em março, Ríos foi vendido ao Palmeiras. Ainda segundo o relatório divulgado pelo Guarani, o Palmeiras pagou seis milhões de reais para adquirir sessenta por cento de seus direitos econômicos. Ríos disputou vinte partidas pelo clube de Campinas, marcando três gols e dando uma assistência.

### Palmeiras

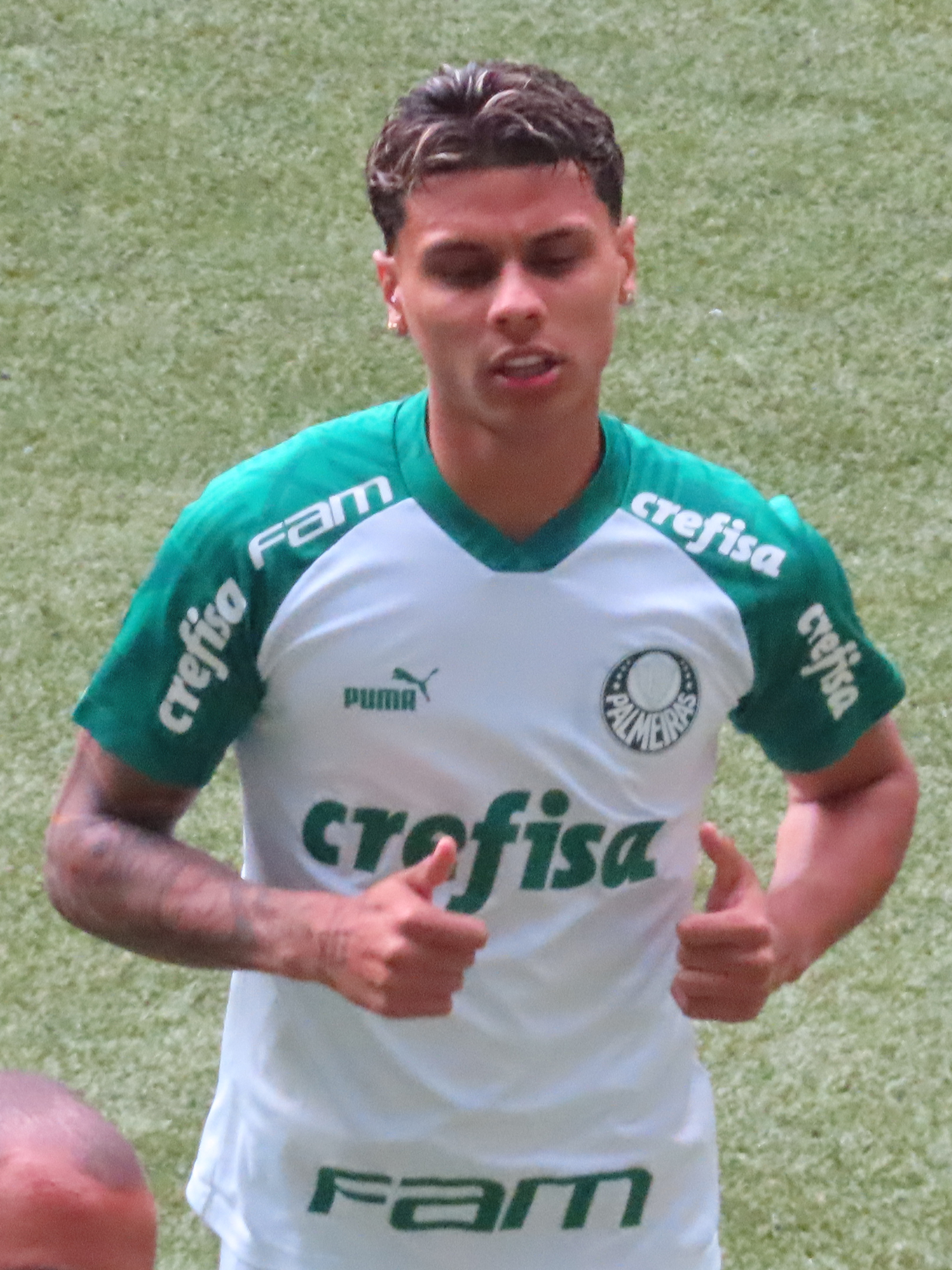
Ríos, com o Palmeiras, em 2024.

Ríos assinou um contrato válido com o Palmeiras até dezembro de 2025, com opção de prorrogação por uma temporada. Fez sua estreia em 5 de abril, antes de sua apresentação oficial, na derrota palmeirense por 1–3 contra o Bolívar, fora de casa, pela Libertadores. Foi apresentado oficialmente em 14 de abril, recebendo a camisa de número 27 e citando que "é uma honra estar em um clube tão gigante". Ríos tornou-se o décimo colombiano a jogar pelo Palmeiras em sua história. Fez seu primeiro gol pelo Alviverde ao marcar o último tento na vitória por 3–0 frente ao Fortaleza pelo confronto de ida das oitavas de final Copa do Brasil. Em seu primeiro ano pelo clube palestrino, Ríos conquistou o Campeonato Brasileiro, seu primeiro título pelo clube; ele foi o jogador que mais atuou pelo Palmeiras no torneio, com 37 jogos realizados.
Durante a temporada de 2024, Ríos ganhou espaço no elenco após seguidas lesões do titular Zé Rafael. Em janeiro, foi noticiado que o Palmeiras havia comprado, do Guarani, mais dez por cento dos seus direitos, totalizando setenta por cento. Em março, Ríos teve seu contrato com o Palmeiras estendido por mais um ano, até o final de 2026. Em maio, marcou seu primeiro gol por uma Copa Libertadores da América ao abrir o placar de uma vitória por 2–1 do Palmeiras frente ao Independiente del Valle, no Allianz Parque. Em setembro, teve seu vínculo novamente renovado; dessa vez, válido até dezembro de 2028. Em novembro, completou cem jogos pelo Palmeiras.
Em março de 2025, o Palmeiras anunciou uma mudança da numeração da camisa de Ríos. O jogador assumiu o número oito do time, que havia ficado vago após a saída de Zé Rafael. Ao final do mês, Ríos foi incluso na seleção do Campeonato Paulista. Em abril, foi alvo de críticas da torcida durante uma partida contra o Cerro Porteño pela fase de grupos da Libertadores. O jogador fez o gol que abriu o placar para o Alviverde, e, na comemoração, fez um sinal de "silêncio" para a torcida, que respondeu com xingamentos e vaias. Ríos se desculpou ao ser substituído no segundo tempo, e também em uma entrevista após o jogo. Entre junho e julho, durante o Mundial de Clubes FIFA, Ríos foi considerado por veículos da imprensa brasileira um dos destaques do time alviverde na competição e o meio-campista valorizou-se. Com isso, a Roma, da Itália, e o Zenit São Petersburgo, da Rússia, fizeram propostas para uma possível transferência; ambas foram recusadas pelo Palmeiras e pelo próprio jogador, respectivamente.

### Benfica
Em 22 de julho de 2025, o Benfica anunciou oficialmente a contratação de Ríos. Segundo comunicado oficial do clube, o atleta assinou um contrato válido até 2030; os Encarnados pagaram 27 milhões de euros (176 milhões de reais, na época), e incluíram no vínculo uma cláusula de rescisão no valor de cem milhões de euros. O colombiano tornou-se a compra mais cara da história do clube, superando o valor da aquisição do meio-campista turco Orkun Kökçü, que veio do Feyenoord em 2023 por 25 milhões de euros. Em sua apresentação, Ríos comentou: "[A vinda para o Benfica é] um passo gigante que dou na minha carreira. Era um sonho jogar na Europa, e estar em um clube tão gigante quanto o Benfica é algo que é muito gratificante".
Sua primeira partida pelo Benfica foi quatro dias depois de sua apresentação, pela Eusébio Cup de 2025. Em 31 de julho, Ríos conquistou seu primeiro título pelo Benfica, ao vencer a Supertaça Cândido de Oliveira de 2025. O meio-campista jogou todos os noventa minutos de uma vitória do Benfica sobre o Sporting por 1–0.

## Seleção Colombiana
Em agosto de 2023, Ríos foi convocado pela primeira vez para a Seleção da Colômbia, para os jogos contra a Venezuela e o Chile, pelas Eliminatórias da Copa do Mundo FIFA de 2026. Entretanto, não chegou a atuar em nenhuma dessas duas partidas. Sua estreia ocorreu em outubro do mesmo ano, em um empate por 2–2 contra o Uruguai, pela terceira rodada das Eliminatórias; Ríos entrou no lugar de Mateus Uribe no segundo tempo.
Foi escalado pela primeira vez entre os onze jogadores iniciais da Seleção em março de 2024, em um amistoso contra a Romênia, onde os sul-americanos venceram por 3–2. Durante o ano, cresceu de produtividade e tornou-se titular da Seleção. Em junho, fez seu primeiro gol pela Colômbia, ao marcar o terceiro gol de uma vitória por 5–1 em um amistoso contra os Estados Unidos. Dias depois, em 14 de junho, Ríos foi incluso na lista de jogadores convocados para disputar a Copa América de 2024, nos Estados Unidos. Pelo torneio, fez o quarto gol na vitória colombiana por 5–0 sobre o Panamá, pelas quartas-de-final. Foi titular da equipe na final, onde a Colômbia perdeu para a Argentina e ficou com o vice-campeonato.

## Estilo de jogo

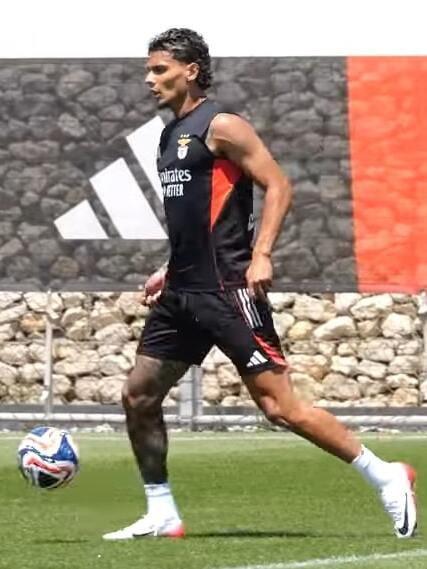
Ríos, em treinamento com o Benfica, em 2025.

De acordo com relatórios feitos pelos sites Scouting Stats e WhoScored, Ríos é um meio-campista "dinâmico", com seu estilo de jogo apresentando uma combinação de criatividade e chance de gol, mas que tem como fraquezas suas contribuições defensivas. Esta afirmação vai de encontro à de Alex Ireland, repórter do portal esportivo Vavel, que comentou que um dos destaques de Ríos na Copa América de 2024 foi o seu desempenho defensivo. Ireland também destacou que a principal característica do jogador é sua capacidade de drible e que suas deficiências são seus passes e a dificuldade de controlar o jogo quando ele joga mais avançado. O próprio Ríos comentou, em entrevista ao site da FIFA, o quanto o futsal o influenciou em sua transição para o futebol de campo e nas suas habilidades de drible, afirmando: "Consigo pensar mais rápido em um espaço reduzido (...) Tudo isso é [influência do] futsal e me ajuda bastante".
Tratando-se de opiniões de pessoas do certame do futebol, Abel Ferreira, seu técnico na estadia no Palmeiras, comentou que Ríos é um jogador "versátil" e que "se encaixa em várias posições no meio-campo". Néstor Lorenzo, seu treinador na Copa América de 2024, afirmou que a "sua presença no meio-campo dava estabilidade [ao time] e permitia transições rápidas da defesa para o ataque".

## Vida pessoal
Embora nenhuma das duas partes tenha oficializado, desde dezembro de 2024, Ríos está em um aparente relacionamento com a influenciadora brasileira Madu Carvalho. Ela já foi vista ao seu lado em diversos momentos; a mais recente, foi na festa de premiação do Campeonato Paulista de 2025.
Apesar de ser colombiano, Ríos é fluente na língua portuguesa. Segundo o jogador, ele nunca chegou a estudar o idioma, mas foi influenciado pela música brasileira, em especial, o cantor de pagode Thiaguinho. Tem, entre seus ídolos, o meio-campista compatriota Juan Fernando Quintero.

## Estatísticas
Atualizado até 17 de agosto de 2025 (última partida)

### Clubes
| Clube             | Temporada         | Campeonato nacional | Campeonato nacional | Campeonato nacional | Copa nacional[a] | Copa nacional[a] | Copa nacional[a] | Competições continentais[b] | Competições continentais[b] | Competições continentais[b] | Outros torneios[c] | Outros torneios[c] | Outros torneios[c] | Total | Total | Total   |
| Clube             | Temporada         | Jogos               | Gols                | Assist.             | Jogos            | Gols             | Assist.          | Jogos                       | Gols                        | Assist.                     | Jogos              | Gols               | Assist.            | Jogos | Gols  | Assist. |
| ----------------- | ----------------- | ------------------- | ------------------- | ------------------- | ---------------- | ---------------- | ---------------- | --------------------------- | --------------------------- | --------------------------- | ------------------ | ------------------ | ------------------ | ----- | ----- | ------- |
| Flamengo          | 2020              | 1                   | 0                   | 0                   | —                | —                | —                | —                           | —                           | —                           | 2                  | 0                  | 0                  | 3     | 0     | 0       |
| Flamengo          | 2021              | —                   | —                   | —                   | —                | —                | —                | —                           | —                           | —                           | 4                  | 0                  | 0                  | 4     | 0     | 0       |
| Flamengo          | Total             | 1                   | 0                   | 0                   | —                | —                | —                | —                           | —                           | —                           | 6                  | 0                  | 0                  | 7     | 0     | 0       |
| Mazatlán          | 2021–22           | 6                   | 0                   | 0                   | —                | —                | —                | —                           | —                           | —                           | —                  | —                  | —                  | 6     | 0     | 0       |
| Guarani           | 2022              | 9                   | 1                   | 0                   | —                | —                | —                | —                           | —                           | —                           | —                  | —                  | —                  | 9     | 1     | 0       |
| Guarani           | 2023              | —                   | —                   | —                   | —                | —                | —                | —                           | —                           | —                           | 11                 | 2                  | 1                  | 11    | 2     | 1       |
| Guarani           | Total             | 9                   | 1                   | 0                   | —                | —                | —                | —                           | —                           | —                           | 11                 | 2                  | 1                  | 20    | 3     | 1       |
| Palmeiras         | 2023              | 37                  | 2                   | 1                   | 6                | 1                | 0                | 10                          | 0                           | 0                           | —                  | —                  | —                  | 53    | 3     | 1       |
| Palmeiras         | 2024              | 24                  | 3                   | 4                   | 4                | 0                | 0                | 6                           | 1                           | 0                           | 15                 | 0                  | 1                  | 49    | 4     | 5       |
| Palmeiras         | 2025              | 10                  | 0                   | 2                   | 2                | 0                | 0                | 5                           | 2                           | 0                           | 19                 | 2                  | 2                  | 36    | 4     | 4       |
| Palmeiras         | Total             | 71                  | 5                   | 7                   | 12               | 1                | 0                | 21                          | 3                           | 0                           | 34                 | 2                  | 3                  | 138   | 11    | 10      |
| Benfica           | 2025–26           | 1                   | 0                   | 0                   | 0                | 0                | 0                | 2                           | 0                           | 0                           | 2                  | 0                  | 0                  | 5     | 0     | 0       |
| Total na carreira | Total na carreira | 88                  | 6                   | 7                   | 12               | 1                | 0                | 23                          | 3                           | 0                           | 53                 | 4                  | 4                  | 176   | 14    | 11      |

- a. ^ Jogos da Copa do Brasil e da Taça de Portugal
- b. ^ Jogos da Copa Libertadores e Liga dos Campeões da UEFA
- c. ^ Jogos do Campeonato Carioca, Campeonato Paulista, Supercopa do Brasil, Mundial de Clubes FIFA, Eusébio Cup e Supertaça Cândido de Oliveira

### Seleção Colombiana
Atualizado até 6 de junho de 2025
| Seleção  | Ano | Jogos | Gols |
| -------- | --- | ----- | ---- |
| Colômbia |     |       |      |
| 2023     | 3   | 0     |      |
| 2024     | 16  | 2     |      |
| 2025     | 4   | 0     |      |
| Total    | 23  | 2     |      |

|    | Data               | Local                                        | Adversário     | Placar | Resultado | Competição           | Ref.   |
| -- | ------------------ | -------------------------------------------- | -------------- | ------ | --------- | -------------------- | ------ |
| 1. | 8 de junho de 2024 | Northwest Stadium, Landover, Estados Unidos  | Estados Unidos | 3–1    | 5–1       | Amistoso             | [ 78 ] |
| 2. | 6 de julho de 2024 | State Farm Stadium, Glendale, Estados Unidos | Panamá         | 4–0    | 5–0       | Copa América de 2024 | [ 79 ] |

## Títulos
Flamengo
- Campeonato Brasileiro: 2020[1]
- Campeonato Carioca: 2020, 2021[1]

Palmeiras
- Campeonato Brasileiro: 2023[1]
- Campeonato Paulista: 2024[1]

Benfica

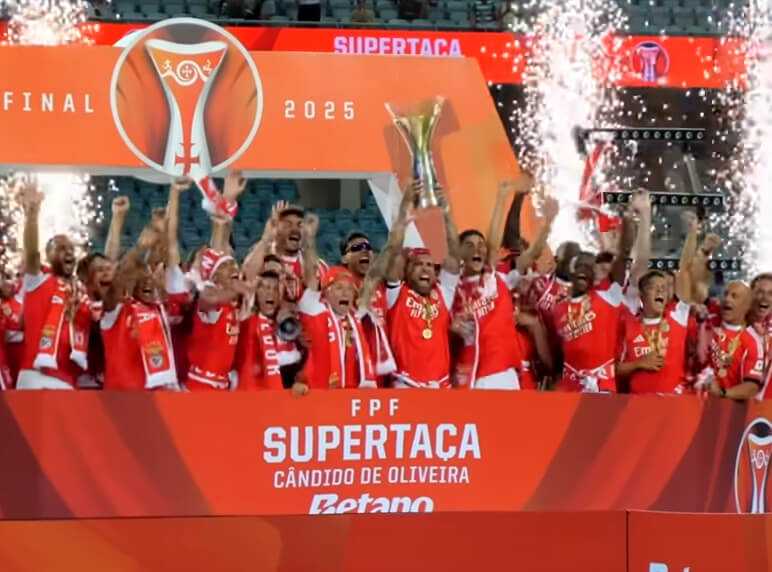
Ríos (centro, usando óculos escuros) comemorando, com o Benfica, a conquista da Supertaça Cândido de Oliveira de 2025.

- Supertaça Cândido de Oliveira: 2025[53]

### Prêmios individuais
- Seleção do Campeonato Paulista: 2025[45]

### Entrevistas
- Luiz Carlos Junior e Rudy Landucci (17 de janeiro de 2025). «RICHARD RÍOS | PALMEIRAS CAST BY SPORTINGBET #115». TV Palmeiras/FAM (entrevista). YouTube. Consultado em 28 de junho de 2025
- «RICHARD RÍOS | PAPO COM OS GREENGOS #3». TV Palmeiras/FAM (entrevista). YouTube. 23 de dezembro de 2024. Consultado em 27 de julho de 2025